# Solfara Pietre bianche
La solfara Pietre bianche o miniera Pietre bianche  è stata una miniera di zolfo sita in provincia di Caltanissetta nei pressi del comune di Sutera in località Cimicia. 
Appartenne alla nobile famiglia Tulumello, che nel 1839 la diede in gabella alla ditta Florio.
Fu quindi di proprietà dei padri Bendettini di Palermo.
Ad oggi, la solfara è in stato di abbandono.